# Давид XII
Давид XII (1 липня 1767 — 13 травня 1819) — цар Картлі-Кахетії (28 грудня 1800 — 18 січня 1801). Старший син царя Георгія XII. Представник династії Багратіоні. Письменник та вчений.

## Життєпис
Давид виріс при дворі свого діда, царя Іраклія II. Здобув освіту у Росії (1787–1789), служив у російській армії з 1797 до 1798 року, у званні полковника командуючи Преображенським гвардійським полком. До 1800 року дослужився до звання генерал-лейтенанта. Ходили чутки, що Павло I бажав зробити Грузію місцем перебування мальтійських кавалерів, а Давида — її гросмейстером.
У 1789–1790-их роках брав участь у військових походах. Брав активну участь у Крцаніській битві 1795 року. Георгій XII боявся, що інші представники бічної гілки династії Багратіоні захоплять царський престол та усунуть від влади його нащадків. Через це він погодився на ще більше скорочення царських повноважень, лишень би трон залишився його спадкоємцям.
11 січня 1798 року помер цар Іраклій, новим царем став Георгій XII. За трактатом 1783 року він мав отримати імператорську інвеституру. Георгій одразу повідомив про своє сходження на престол імператору Павлу. Останній привітав його та нагадав про необхідність клопотання про затвердження. У листопаді Георгій відрядив до Петербурга князя Авалова з клопотанням про затвердження себе царем, а Давида — спадкоємцем.
Смерть царя Георгія XII та перехід влади до Давида загострили обстановку в країні. Цариця Дареджан та її сини категорично відмовились визнавати владу царевича Давида XII.
Давид проголосив себе правителем Картлі-Кахетинського царства. Однак російський уряд уже надав інструкції своїм представникам у Грузії не допустити воцаріння царевича Давида. 1800 року Давид XII намагався модернізувати законодавчу систему й систему управління царства. З грудня 1800 царевич Давид став керівником царського дому Багратіоні, але йому так і не дозволили зайняти трон. З моменту смерті його батька й до прибуття генерала Кноррінга (24 травня 1801) він фактично виконував функції регента.
Після ліквідації Картлі-Кахетинського царства (12 вересня 1801) Давид XII разом із родиною був заарештований та засланий до Росії. У супроводі військових він прибув до Санкт-Петербурга 18 лютого 1803 року.
1800 року Давид одружився з принцесою Єленою Абамелік (1770–1836), проте шлюб виявився бездітним.
З 1812 до 1819 царевич Давид займав почесне місце у сенаті Російської імперії. Окрім того він був головою комітету, до завдань якого входив переклад «Зводу законів Вахтанга VI» та його редакція.

## Літературна й публіцистична діяльність
Оселившись у Петербурзі, Давид розпочав свою публіцистичну й літературну діяльність. У своїх сатиричних віршах критично відгукувався про царських служителів. Також займався лексографічною роботою. З 1803 року почав приділяти особливу увагу складанню статей для енциклопедичного лексикону.
1814 опублікував грузинською історичну працю за схемою «Картліс Цховреба», яка охопила період до 1744 року та стала продовженням праці з історії Вахушті Багратіоні. Написані російською, його праці охоплюють період історії Грузії від найдавніших часів до початку XIX століття. Значними були праці Давида Багратіоні в галузі права. 1800 року він здійснив кодифікацію грузинського права, уклав збірку, яка відома під назвою «Право Давида Батонішвілі» (1964 року було видано Давидом Пурцеладзе).
Під впливом ідей французької Просвіти був першим грузинським перекладачем Вольтера. Він також був автором досліджень з грузинської історії (1814). Також йому належить праця російською «Огляд грузинського права» (1811–1816), «Скорочене керівництво з фізики» (1818), а також кілька віршів.
Давид XII помер у Петербурзі 13 травня 1819 року. Був похований в Олександро-Невській лаврі.